# Heiligste Dreifaltigkeit (Hartenstein)

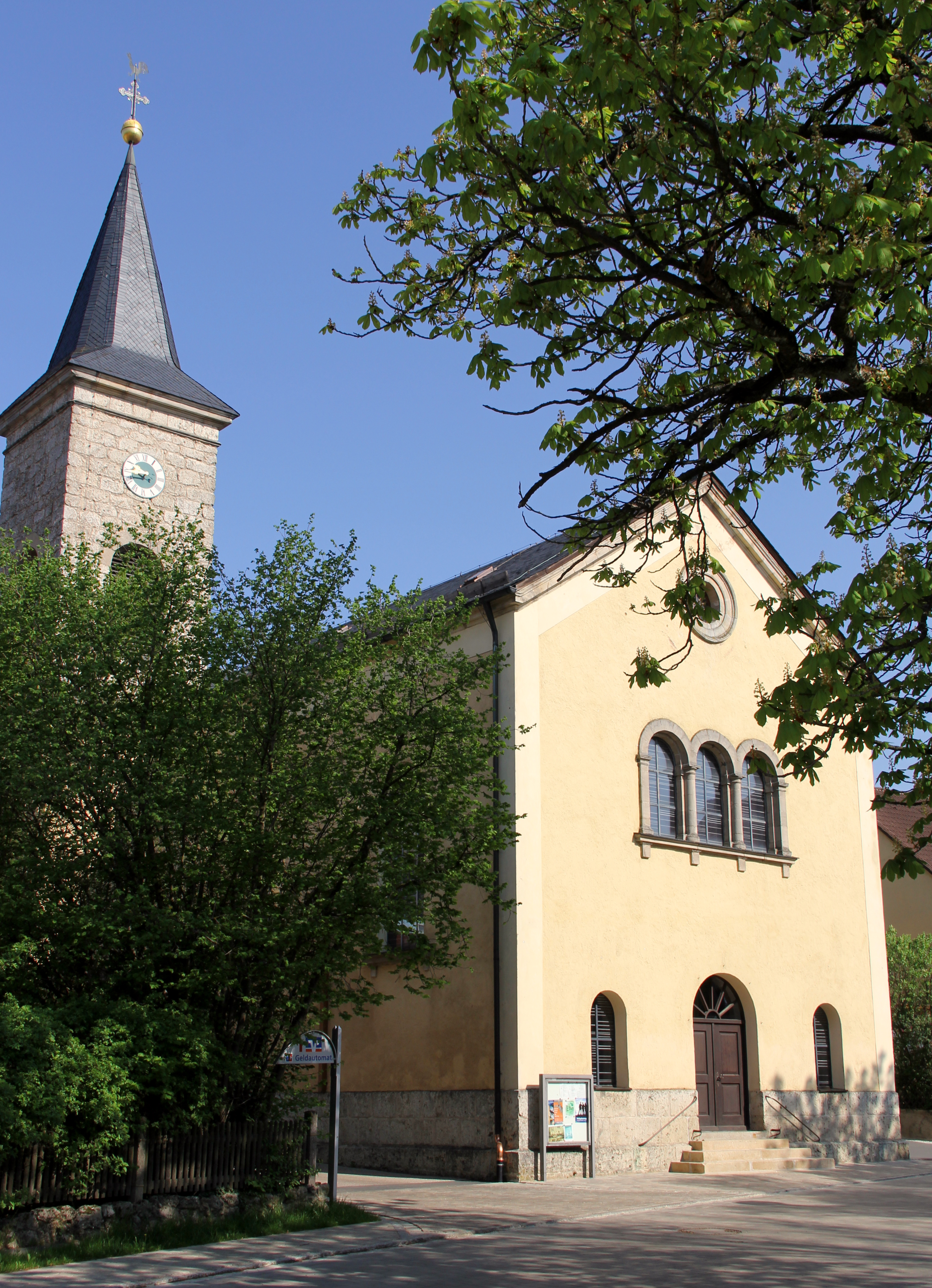
Heiligste Dreifaltigkeit (Hartenstein)

Die römisch-katholische, denkmalgeschützte Pfarrkirche Heiligste Dreifaltigkeit steht in Hartenstein, einer Gemeinde im Landkreis Nürnberger Land (Mittelfranken, Bayern). Das Bauwerk ist unter der Denkmalnummer D-5-74-129-1 als Baudenkmal in der Bayerischen Denkmalliste eingetragen. Die Kirchengemeinde gehört zum Erzbistum Bamberg.

## Beschreibung
Die nicht geostete neuromanische Saalkirche wurde am 9. September 1883 von Friedrich Schreiber konsekriert. An das mit einem Satteldach bedeckte Langhaus schließt sich im Westen ein eingezogener Chor mit einer Sakristei an. Der quadratische Kirchturm steht an der Südwestecke des Langhauses. Er ist bedeckt mit einem achtseitigen, schiefergedeckten Knickhelm. In der Fassade im Osten befindet sich das Portal, flankiert von zwei Bogenfenstern. Darüber befindet sich ein Triforium. 
Der Innenraum des Langhauses, der an der Ostwand eine Empore hat, ist mit einer Kassettendecke überspannt. Die Kirchenausstattung, wie der Hochaltar, die Seitenaltäre, die Kanzel und der Beichtstuhl, stammen aus der Anstalt für christliche Kunst Stärk & Lengenfelder. In Folge des Zweiten Vatikanischen Konzils kam es 1968 zur völligen Umgestaltung des Innenraums. Die Seitenaltäre und der Hochaltar mit dem Tabernakel wurden entfernt.